# Шевченкове (Новоукраїнський район)
Шевче́нкове (до 2016 — Первомáйськ) — село в Україні, у Злинській сільській громаді Новоукраїнського району Кіровоградської області. Населення становить 124 осіб.

## Географія
Селом тече річка Балка Сотницька.

## Населення
Згідно з переписом УРСР 1989 року чисельність наявного населення села становила 144 особи, з яких 57 чоловіків та 87 жінок.
За переписом населення України 2001 року в селі мешкали 124 особи.

### Мова
Розподіл населення за рідною мовою за даними перепису 2001 року:
| Мова       | Відсоток |
| ---------- | -------- |
| українська | 95,16 %  |
| російська  | 2,42 %   |
| молдовська | 1,61 %   |
| білоруська | 0,81 %   |